# Archidiecezja Jinan
Archidiecezja Jinan (łac. Archidioecesis Zinanensis, chiń. 天主教济南总教区) – rzymskokatolicka archidiecezja ze stolicą w Jinan w prowincji Szantung, w Chińskiej Republice Ludowej. Arcybiskupi Jinan są również metropolitami metropolii o tej samej nazwie.

## Sufraganie
Sufraganiami arcybiskupstwa Jinan są diecezje:
- Caozhou
- Qingdao
- Yanggu
- Yantai
- Yanzhou
- Yizhou
- Zhoucun.

## Historia
3 września 1839 papież Grzegorz XVI brewe Ex pastoralis erygował wikariat apostolski Szantungu. Dotychczas wierni z tych terenów należeli do wikariatu apostolskiego Pekinu (obecnie archidiecezja pekińska).
2 grudnia 1885 wikariat został podzielony na wikariat apostolski Północnego Szantungu ze stolicą w Jinan i wikariat apostolski Południowego Szantungu (obecnie diecezja Yanzhou).
22 lutego 1894 z wikariatu apostolskiego Północnego Szantungu wydzielono wikariat apostolski Wschodniego Szantungu (obecnie diecezja Yantai).
3 grudnia 1924 zmieniono nazwę na wikariat apostolski Jinan (Tsinan). W kolejnych latach wydzielono z niego:
- 24 czerwca 1927 - misję sui iuris Linqing (obecnie prefektura apostolska Linqing)
- 16 kwietnia 1929 - misję sui iuris Zhangdian (obecnie diecezja Zhoucun).

W wyniku reorganizacji chińskich struktur kościelnych dokonanej przez papieża Piusa XII 11 kwietnia 1946 wikariat apostolski Jinan podniesiono do godności archidiecezji metropolitarnej.
Z 1950 pochodzą ostatnie pełne, oficjalne kościelne statystyki. Archidiecezja Jinan liczyła wtedy:
- 44 016 wiernych (0,9% społeczeństwa)
- 84 księży (19 diecezjalnych i 65 zakonnych)
- 79 braci i 28 sióstr zakonnych.

Od zwycięstwa komunistów w chińskiej wojnie domowej w 1949 archidiecezja, podobnie jak cały prześladowany Kościół katolicki w Chinach, nie może normalnie działać. 8 marca 1952 w komunistycznym więzieniu zmarł 74-letni arcybiskup Jinan Cyrill Rudolph Jarre OFM. Następnie komunistyczne służby rozpędziły wiernych, którzy licznie przybyli na jego pogrzeb.
W latach 1958 – 1997 diecezją zarządzali mianowany przez Patriotyczne Stowarzyszenie Katolików Chińskich antybiskupi.
Obecny arcybiskup Jinan Joseph Zhang Xianwang ma uznanie zarówno Stolicy Świętej jak i rządu pekińskiego.
Obecnie (2008) archidiecezja liczy 60 000 katolików, 20 kapłanów i 15 sióstr zakonnych. Kojelnych 10 księży z archidiecezji studiuje za granicą lub służy w innych diecezjach.

## Ordynariusze

### Wikariusze apostolscy
- Lodovico Maria Besi[4] (1839 – 1848) jednocześnie administrator apostolski diecezji nankińskiej; później mianowany delegatem apostolskim w Argentynie
- Luigi Moccagatta OFM[4] (1848 - 1870) następnie mianowany wikariuszem apostolskim Południowego Shanxi
- Eligio Pietro Cosi OFM[4] (1870 - 1885)
- Benjamino Geremia OFM[4] (1885 - 1888)
- Pietro Paolo de Marchi OFM[4] (1889 - 1901)
- Efrem Giesen OFM[5] (1902 - 1919)
- Adalberto Schmücker OFM[6] (1920 - 1927)
- Cyrill Rudolph Jarre OFM[6] (1929 - 1946)

### Arcybiskupi
- Cyrill Rudolph Jarre OFM (1946 - 1952)
- sede vacante (być może urząd sprawował biskup(i) Kościoła podziemnego) (1952 - 1997)
  - o. John P’ing Takuam OFM (1952 - 1984) administrator apostolski
- James Zhao Ziping (1997 - 2008)
- Joseph Zhang Xianwang (2008 - nadal)

### Antybiskupi
Ordynariusze mianowani przez Patriotyczne Stowarzyszenie Katolików Chińskich nieposiadający mandatu papieskiego:
- Dong Wenlong (1958 – 1963)
- Joseph Zong Huaide (1963 - 1997).